# Скельник малий
Скельник малий (Achaetops pycnopygius) — вид горобцеподібних птахів родини Macrosphenidae.

## Поширення
Вид поширений в Намібії та на південному заході Анголи.

## Опис
Дрібний птах, завдовжки 16–17 см. Оперення коричневе з темними смужками на спині та грудях, червонуватим черевом та стегнами, довгим округлим чорним хвостом, білими бровами та чорною лицьовою маскою.

## Підвиди
- Achaetops pycnopygius pycnopygius (P. L. Sclater, 1853)
- Achaetops pycnopygius spadix Clancey, 1972